# Zdeněk Šreiner
Zdeněk Šreiner (* 2. Juni 1954 in Ostrava; † 28. November 2017) war ein tschechischer Fußballspieler.

## Vereinskarriere
Šreiner begann mit dem Fußballspielen bei TJ Vítkovice und wechselte später zum Stadtrivalen Baník Ostrava. 
Mit Baník gewann Šreiner 1980 und 1981 die tschechoslowakische Meisterschaft, 1978 den tschechoslowakischen Pokal. Nach 291 Erstligaspielen und 33 Toren wechselte Šreiner zum französischen Verein AS Beauvais.

### Erfolge
- Tschechoslowakischer Fußballmeister 1976, 1980 und 1981
- Tschechoslowakischer Pokalsieger 1978

## Nationalmannschaft
Šreiner spielte in den Jahren 1980 bis 1984 insgesamt sechs Mal für die tschechoslowakische Nationalmannschaft.

## Olympiamannschaft
Zdeněk Šreiner gehörte 1980 zur tschechoslowakischen Auswahl, die bei den Olympischen Spielen in Moskau die Goldmedaille gewann. Der Mittelfeldspieler bestritt das Gruppenspiel gegen Nigeria sowie das Viertelfinale gegen Kuba und das Halbfinale gegen Jugoslawien.